# Stephen Bishop

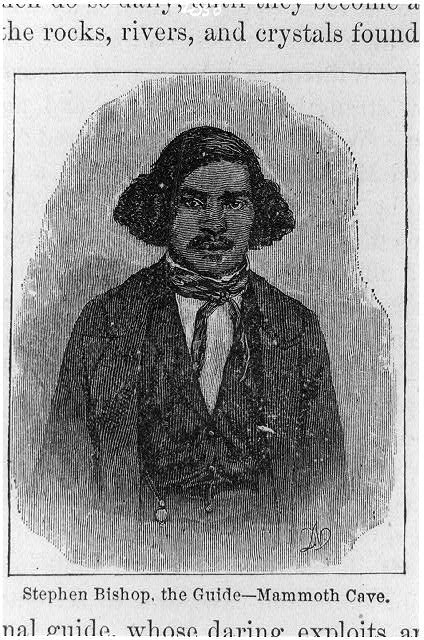
Stephen Bishop

Stephen Bishop (1820?-1857) fue un esclavo mulato, famoso por ser uno de los exploradores líderes y guías en Mammoth Cave, Kentucky, Estados Unidos.

## Biografía
Fue introducido en Mammoth Cave en 1838 por su dueño, Franklin Gorin, quien compró la cueva a sus antiguos propietarios en la primavera de ese año. Este último escribió, tras la muerte de Bishop: "Coloqué a un guía en la cueva --- el celebrado y gran Stephen, y ayudó a realizar los descubrimientos. Fue la primera persona en cruzar el foso sin fondo, y él, yo mismo y otra persona cuyo nombre he olvidado fuimos los únicos en el pozo de la bóveda de Gorin a mi saber.
"Luego de que Stephen cruzara el pozo sin fondo, descubrimos toda aquella parte de la cueva ahora conocida bajo ese punto. Previo a aquellos descubrimientos, todo interés se centró en lo que es conocido como la "Vieja Cueva" . . . pero ahora mucho de los puntos son apenas poco conocidos, aunque como Stephen solía decir, eran 'grandes, sombríos y peculiares.'
"Stephen fue un hombre educado por sí mismo. Tenía un genio refinado, un gran fondo de ingenio y humor, algún pequeño conocimiento de latín y griego, y mucho de geología, pero su gran talento era el conocimiento del hombre."

## Apariencia y modo
El conjunto de Bishop era de un sombrero flexible de color chocolate, una chaqueta verde, y unos pantalones a rayas. En su tiempo libre exploraba y nombraba grandes áreas, doblando incluso al mapa conocido en un año. Fue el precursor en la tradición de nombramiento de la cueva, usando términos hogareños estadounidenses y algo clásicos (e.j., el río Styx, la habitación Bola de Nieve, avenida del Pequeño Murciélago, la Bóveda Gigante). Descubrió un pez ciego y extraño, serpientes, grillos silenciosos, y los restos de un oso de caverna junto a trabajos en yeso de aborígenes americanos. 
En 1852, Bishop guio a Nathaniel Parker Willis al río Echo. En el viaje, Willis se enteró de que pese a que Bishop sería liberado en cinco años, intentaba comprar su libertad y la de su esposa e hijo para mudarse a Liberia, un plan que nunca se concretó.
Willis diría más tarde: "él es muy pintoresco ... parte mulato y parte indio. Con la fisionomía más parecida a la de un español, con cantidad de cabello negro, rulos moderadamente circulares, y su largo bigote, dando más que una apariencia. Es de complexión media, pero construido para un atleta. Con un pecho y hombros amplios, estrecha cintura y piernas ligeramente inclinadas. Mammoth Cave es una maravilla en la cual se dibuja a la buena sociedad y Stephen muestra que está acostumbrado a ella."

## "El descubrimiento de una momia por Bishop en 1835": Desacreditando el mito
Algunas fuentes aseguran que en 1835, Bishop descubrió el cuerpo de una momia perteneciente a un aborigen americano precolombino, en Mammoth Cave. Sin embargo, Stanley Sides, historiador laureado de Mammoth Cave, refuta esto como una de las tantas leyendas falsas sobre Stephen Bishop, posiblemente creada como una historia promocional por los operadores comerciales de la cueva durante la época de Bishop, o sus sucesores. Tales exageraciones como estas son bien avaladas en forma de escandalosos reclamos en la literatura histórica prevaleciente (aunque, irónicamente, todos los falsos reclamos patentados sobre el conocimiento de la extensión de Mammoth Cave han sido desde entonces aventajados por descubrimientos concretos). Que las distorsiones existen sería porque tales historias y deformaciones de conversación con gente que realmente conocía al hombre en sí mismo, hizo de una figura histórica una leyenda. Alternativamente, historias de hallazgos reales de momias son y han sido en todos los tiempos asestados al público por guías con talantes de historias de Bishop, por lo que éstas podrían haberse vuelto confabuladas de forma accidental.
El año 1835 es muy temprano, previo a la presencia de Bishop en la cueva. Roger W. Brucker y Richard A. Watson, en The Longest Cave (La Cueva más larga) (Knopf, 1976) escriben: "En 1838, Stephen fue puesto a trabajar, aprendiendo las rutas en Mammoth Cave de la mano de Archibald Miller, Jr., y Joseph Shakelford, guías blancos e hijos de los primeros monitores." (p. 266).
Restos de aborígenes norteamericanos fueron, de hecho, recuperados desde Mammoth Cave, u otras cuevas cercanas en la región, en ambos, los siglos XIX y XX, y por 1813 en el prematuro sector de la momia de la Cueva corta. Muchas momias encontradas presentan indicios de sepelio intencionado, con amplia evidencia de prácticas funerarias precolombinas. Una excepción a esta teoría fue descubierta cuando en 1935 (y no en 1835) los restos de un adulto de sexo masculino fallecido accidentalmente fueron hallados por Grover Campbell y Lyman Cutliff bajo un enorme pedrusco, que había sido desplazado y asentado sobre la víctima, un minero precolombino (que había socavado los escombros que servían de soporte).
El cuerpo de la antigua víctima recibió el apodo de "Lost John" (Perdido John) y exhibido al público en la década de 1970, cuando fue inhumado en una localización secreta en Mammoth Cave por razones de preservación así como de emerger presuntos recelos políticos con respecto a la exposición abierta de los restos de un aborigen norteamericano. (De la misma fora, la vieja práctica de asignar un nombre gracioso a restos arqueológicos, tales como "Lost John," es hoy considerada por muchos como presumptuosa e insensible).
En 1993, el explorador de un programa televisivo llamado Mysteries Underground (Misterios Subterráneos) de la National Geographic, describió a Stephen y a sus exploraciones en una repromulgación histórica. La narrativa sostiene que "algunos arqueólogos creen" que Bishop pudo haber descubierto independientemennte la momia de 1935, mostrando la reacción de "Stephen" ante un esqueleto falso visto con el brazo y el cráneo sobresaliendo por debajo de una gran roca, en la misma posición que el hallazgo de "Lost John" 90 años más tarde. La muestra abandona la discusión de Bishop a este ángulo, y rápidamente prosigue a la que se configura en torno a la prueba de 1935.
Para poner la afirmación en su contexto, el mismo segmento televisivo describe al reenactor al tiempo que investiga artefactos precolombinos como fragmentos de una antorcha de caña y una huella, con la narrativa, pero sobre todo implicando que Bishop fue el primero en encontrar evidencia de una costumbre precolombina en Mammoth Cave. Esto es ciertamente falso, dado el inmenso volumen de tales instrumentos que son hallados en porciones a lo largo de la cueva, bien conocida desde el tiempo de su redescubrimiento moderno a fines del siglo XVIII, y extensivamente visitada durante el apogeo de la misma como fuente preciada.
No obstante, es bastante probable que Bishop redescubriera muchos sitios en la cueva que no hubieran sido distorsionados por los visitantes precolombinos, y en su hacer puede recaer un reclamo legítimo al hallazgo original de cualquier herramienta aborígena encontrada en esos lugares. 
El hecho de que Stephen no descubriera una momia, como algunos han manifestado, no le detracta de ninguna manera de sus logros imprecedentes tras la exploración de la cueva, especialmente bajo la vil condición de servicio involuntario.
Un historiador de Mammoth Cave, Harold Meloy, en su monógrafo Mummies of Mammoth Cave: Facts about the Mummies Found in Short Cave, Mammoth Cave, and Salts Cave, Kentucky (1968) (Momias de Mammoth Cave: Hechos sobre las momias encontradas en Short Cave, Mammoth Cave, y Salts Cave, Kentucky) no hace mención al hallazgo de 1835 o, de hecho, de ninguno posible durante aquel período desde la introducción de Bishop a la cueva hasta su muerte.
La historia del descubrimiento de una momia por Stephen Bishop aparece en ficción entre las páginas de la novela de Alexander C. Irvine, A Scattering of Jades (2002) (Un Esparcimiento de Jades), ambientada en el año 1835. A lo mejor es a partir de esta fuente que la leyenda ha florecido.

## ¿Agente en el tren subterráneo?
Algunas fuentes sugieren que durante el período del tren subterráneo Bishop utilizó a la cueva para ocultar esclavos rumbo al norte, y con destino al Río Ohio. Cierta información corroborable se encuentra disponible y actualmente no es posible verificar esta alegación.

## Libertad y muerte
Stephen Bishop fue liberado en 1856, siete años después de la muerte de su dueño, de acuerdo con el testamento del Dr. Croghan; pero falleció al siguiente verano, a la edad de 37 (a pesar de que la fecha exacta no ha sido registrada), antes de que pudiera llevar a cabo el sueño de su vida, que era el de comprar la libertad de su familia y emprender su viaje a Liberia.
Su esposa, Charlotte (cuyo apellido es desconocido, aunque muchos esclavos tomaban el de sus maestros), le sobrevivió, pero con muy poco dinero en su bolsillo. 
Bishop fue sepultado en la colina del sur sobre la cueva, en lo que se conoce como "The Old Guides’ Cemetery." (El Cementerio de los Viejos Guías).
Más de veinte años después, un visitante de Pittsburgh, Pensilvania, consiguió una lápida para su tumba. Se comenta que aquel habría persuadido a un rico fabricante de hierro, un tal Sr. Mellon, para pagar por la piedra. (Éste podría haber sido Andrew W. Mellon o su hermano Richard B. Mellon, que eran cerrajeros, y cuyas edades rondaban en torno a los 22 y 19 años respectivamente, o, menos probable, su padre, Thomas Mellon, de 64). La roca, primeramente indicaba la tumba de un soldado de la Unión, que luego fue borrada y remplazada por la de "Stephen Bishop, Primer Guía y Explorador de Mammoth Cave, Muerto el 15 de junio de 1857? en su 37º año. "